# المتحف الوطني لبحر الصين الجنوبي
متحف بحر الصين الجنوبي (بالصينية:国家 南海 博物馆) و (بالإنجليزية: National South China Sea Museum)‏ متحف لعرض تاريخ وثقافة منطقة بحر الصين الجنوبي يقع بالقرب من ميناء تانمن في بلدة بوأي في مدينة كيونغهاي التابعة إلى مقاطعة هاينان على بر الصين الرئيسي جنوب الصين، يتكون المتحف من ستة أقسام، قسم لعرض تاريخ وثقافات منطقة بحر الصين الجنوبي، وحياة النبات والحيوان بالمنطقة، ومعرضان أحدهما للآثار الثقافية لطريق الحرير البحري الذي تم جمعه من سبع مقاطعات، واثار ثقافية تحت الماء من بحر الصين الجنوبي، وقسم لعرض الآثار الثقافية من الخارج.
بدأ تنفيذ المشروع في نوفمبر 2015 وتم الانتهاء من الأعمال الرئيسية للمشروع في أذار 2017، وقد تزامن افتتاح المتحف خلال الاجتماع السنوي لمنتدى بوأو الآسيوي في مارس 2017، ويعتبر المتحف قاعدة مهمة لعرض تاريخ وثقافة منطقة بحر الصين الجنوبي وتعزيز التبادل والتعاون بين حضارات الدول على طول طريق الحرير البحري، يقع المتحف على أرض مساحتها 1.5 هكتار ومساحة البناء 28500 م2.